# Poolbillard-Jugendeuropameisterschaft 2008
Die Poolbillard-Jugendeuropameisterschaft 2008 war die 28. Austragung der von der European Pocket Billiard Federation veranstalteten Jugend-Kontinentalmeisterschaft im Poolbillard. Sie fand vom 7. bis 16. August 2008 im Rahmen der Poolbillard-Europameisterschaft 2008 in Willingen statt. Es war das bislang einzige Mal, dass die Europameisterschaften der Herren, Damen, Rollstuhlfahrer und Senioren sowie der Jugend gemeinsam an einem Ort ausgetragen wurden.
Ausgespielt wurden die Disziplinen 14/1 endlos, 8-Ball und 9-Ball in den Kategorien Junioren und Schüler. Bei den Junioren sowie bei den Schülern wurden zudem Mannschafts-Europameister ermittelt.

## Medaillengewinner
| Disziplin                 | Gold               | Silber              | Bronze                               |        |
| ------------------------- | ------------------ | ------------------- | ------------------------------------ | ------ |
| Junioren – 14/1 endlos    | Stefan Nölle       | Dominic Jentsch     | Patrick Kiesl Mariusz Skoneczny      | [ 1 ]  |
| Junioren – 8-Ball         | Maximilian Lechner | Roman Prutschai     | Mats Schjetne Francisco Sánchez      | [ 2 ]  |
| Junioren – 9-Ball         | Phil Burford       | Bartosz Rozwadowski | Alexander Kazakis Nico Wehner        | [ 3 ]  |
| Junioren-Mannschaft       | Österreich         | Deutschland         | Polen Ungarn                         | [ 4 ]  |
| Schüler – 14/1 endlos     | Ruslan Tschinachow | Ivar Saris          | Kevin Lackner Ivo Aarts              | [ 5 ]  |
| Schüler – 8-Ball          | Ivar Saris         | Wojciech Szewczyk   | Marek Kudlik Marc Bijsterbosch       | [ 6 ]  |
| Schüler – 9-Ball          | Daniel Laszlo      | Konrad Piekarski    | Jelle Kijlstra Mieszko Fortuński     | [ 7 ]  |
| Schüler-Mannschaft        | Deutschland        | Polen               | Österreich Polen                     | [ 8 ]  |
| Juniorinnen – 14/1 endlos | Petra Stadlbauer   | Sabrina Naverschnig | Anja Wagner Kinga Stawarz            | [ 9 ]  |
| Juniorinnen – 8-Ball      | Anja Wagner        | Sara Trangard       | Chantal Manske Petra Stadlbauer      | [ 10 ] |
| Juniorinnen – 9-Ball      | Kamila Khodjaeva   | Sabrina Naverschnig | Anastasia Nechaeva Michalina Kryszak | [ 11 ] |